# Challenger de Lexington 2014
El Kentucky Bank Tennis Championships 2014 fue un torneo de tenis profesional jugado en canchas de pistas duras. Se disputó la 20.ª edición del torneo que formó parte del circuito ATP Challenger Tour 2014. Se llevó a cabo en Lexington, Estados Unidos entre el 21 y el 27 de junio de 2014.

## Jugadores participantes del cuadro de individuales

### Cabezas de serie
| País                    | Jugador          | Rank1 | Favorito |
| ----------------------- | ---------------- | ----- | -------- |
| Bandera de Rusia        | Yevgueni Donskoi | 111   | 1        |
| Bandera de Canadá       | Peter Polansky   | 130   | 2        |
| Bandera de Japón        | Yuichi Sugita    | 142   | 3        |
| Bandera del Reino Unido | Dan Evans        | 145   | 4        |
| Bandera del Reino Unido | James Ward       | 152   | 5        |
| Bandera de Australia    | James Duckworth  | 159   | 6        |
| Bandera de Rumania      | Marius Copil     | 160   | 7        |
| Bandera de Japón        | Hiroki Moriya    | 164   | 8        |

- 1 Se ha tomado en cuenta el ranking del 14 de julio de 2014.

### Otros participantes
Los siguientes jugadores recibieron una invitación (wild card), por lo tanto ingresan directamente al cuadro principal (WC):
- Takanyi Garanganga (Exención especial SE)
- Jesse Witten
- Jared Donaldson
- Thanasi Kokkinakis
- Eric Quigley

Los siguientes jugadores ingresan al cuadro principal tras disputar el cuadro clasificatorio (Q):
- Erik Crepaldi
- Yoshihito Nishioka
- Marcos Giron
- Raymond Sarmiento

## Jugadores participantes en el cuadro de dobles

### Cabezas de serie
| País                     | Jugador           | País                     | Jugador        | Rank1 | Favorito |
| ------------------------ | ----------------- | ------------------------ | -------------- | ----- | -------- |
| Bandera de Brasil        | Marcelo Demoliner | Bandera de la India      | Purav Raja     | 227   | 1        |
| Bandera de Canadá        | Peter Polansky    | Bandera de Canadá        | Adil Shamasdin | 255   | 2        |
| Bandera de Nueva Zelanda | Marcus Daniell    | Bandera de Nueva Zelanda | Artem Sitak    | 324   | 3        |
| Bandera de Australia     | Jordan Kerr       | Bandera de Francia       | Fabrice Martin | 349   | 4        |

- 1 Se ha tomado en cuenta el ranking del 14 de julio de 2014.

## Campeones

### Individual Masculino
- James Duckworth derrotó en la final a  James Ward 6–3, 6–4.

### Dobles Masculino
- Peter Polansky /  Adil Shamasdin derrotaron en la final a  Chase Buchanan /  James McGee por 6-4, 6-2.